# Gerard Rysz
Gerard Rysz, właściwie Józef Rysz (ur. 22 października 1892 w Haczowie, zm. 20 lutego 1978 w Krośnie) – polski prezbiter katolicki, zakonnik kapucyn.

## Życiorys
Urodził się 18 lutego 1880 w Haczowie jako syn Jana i Marianny z domu Olbrycht. Na chrzcie św. otrzymał imię Józef. Kształcił się w Haczowie, Krośnie oraz w C. K. Gimnazjum Męskim w Sanoku, gdzie w 1911 ukończył V klasę.
22 sierpnia 1911 wstąpił do zakonu kapucynów w Sędziszowie, gdzie rok później 8 września złożył śluby proste. Odbył studia filozoficzno-teologiczne w klasztorze franciszkańskim Krakowie. 1 września 1915 złożył śluby uroczyste. Przyjął święcenia kapłańskie 22 grudnia 1917. Posługiwał w klasztorze Kapucynów w Lublinie, w 1920 w Sędziszowie, od 1921 do 1924 w klasztorze w Krakowie. Pełnił funkcje sekretarza prowincjalnego i ekonoma, dyrektora Kolegium Serafickiego. Później służył w Rozwadowie nad Sanem przez 12 lat, w tym od 1924 do 1930 i od 1932 do 1936 był gwardianem (od 1933 administratorem). W międzyczasie od 1924 do 1933 był dyrektorem Kolegium Serafickiego w Krakowie. Działał jako opiekun III Zakonu św. Franciszka. Od 1925 do 1927 oraz od 1930 do 1932 był drugim, a od 1932 do 1936 pierwszym asystentem komisariatu im. św. Józef Oblubieńca NMP z siedzibą w Krakowie. W latach 1936–1939 sprawował stanowisko komisarza komisariatu krakowskiego im. św. Józef Oblubieńca NMP w Krakowie. Po podniesieniu komisariatu do rangi prowincji św. Józefa Oblubieńca Najświętszej Maryi Panny w 1939 został jej definitorem.
Był założycielem czasopism: „Wiadomości z Prowincji Krakowskiej OO. Kapucynów w Polsce” (1938), „Pokój i Dobro” (1937–1939). Od 1936 do 1939 był prezesem Rady Głównej III Zakonu. Od 1936 do 1937 był redaktorem pisma „Wiadomości Tercjarskie”. Był krzewicielem tercjarstwa.
Podczas II wojny światowej był gwardianem w Rozwadowie, dyrektorem Kolegium Serafickiego, pierwszym definitorem prowincji krakowskiej. Po wojnie od 1945 do 1947 był magistrem nowicjatu w Sędziszowie Małopolskim, od 1947 do 1950 gwardianem klasztoru w Krośnie, od 1950 do 1958 posługiwał jako wikariusz w Wołczynie, od 1958 do 1963 jako kaznodzieja i kapelan miejscowego szpitala przeciwgruźliczego w Bolkowie, później w parafii Św. Augustyna we Wrocławiu, od 1956 do 1959 był kustoszem prowincji krakowskiej. Od 1975 przebywał w klasztorze krośnieńskim.
Prywatnie pasjonował się filatelistyką i numizmatyką. Zmarł 20 lutego 1978 w Krośnie.